# Ilford Cibachrome-A
Ilford Cibachrome-A er en dansk virksomhedsfilm instrueret af Flemming Arnholm.

## Handling
Filmen handler om hvor let det er at omdanne dias til farvebilleder.